# رودولف فريدريش هوهناكر
رودولف فريدريش هوهناكر (1798-1874) (بالإنجليزية: Rudolph Friedrich Hohenacker)‏ هو عالم نبات سويسري.